# Jean Galvão
Jean Galvão é cartunista, desenhista e chargista brasileiro. Membro da Sociedade dos Ilustradores do Brasil.
Nascido em Cruzeiro (SP), em 1972, ele começou a carreira aos 18 anos, desenhando para boletins de sindicatos de classe. Em 1993 foi contratado como chargista pelo jornal Valeparaibano, de São José dos Campos. Atualmente faz desenhos e tiras para a revista Recreio (Animatiras), da Editora Abril, e para a revista Runners. Desde 1999 publica charges políticas na página 2 do jornal Folha de S. Paulo, onde divide o espaço com os colegas Angeli, Benett e João Montanaro. Fazer humor para crianças é uma de suas grandes paixões e, por isso, planeja editar seu próprio livro infantil.

## Vó
Vó – É uma velhinha sem o humor estereotipado usado para idosos em desenhos animados e comerciais de TV. Geralmente são no estilo Cocoon: cheios de energia, engraçados e até modernosos. É uma vó cheia de fé, dor, solidão, preocupações, carinho e inocência.

## Prêmios
1º Lugar – Charge no Salão de Humor de Piracicaba (2007)
Menção Honrosa em prêmio da United Nations Correspondents Association (2006)
Prêmio Vladimir Herzog de Anistia e Direitos Humanos (1994, 1995 e 1997)

## Publicações
- Página 2 - Coletânea de Charges do Jean (1997) - Editora ValeParaibano
- Recreio Especial - Tirinhas (2005) - Editora Abril
- Recreio Especial - Tirinhas (2007) - Editora Abril
- Vó (2010) - Editora LeYa Cult
- Sombrinhas (2013) - Editora ‏Companhia das Letrinhas
- Incrível Eu (2019) - Editora Caramelo
- Samuel Procura seu Chapéu (2020)
- Vó (2020) - Edição do autor